# Rosa 'Lena'
Rosa 'Lena' — сорт роз, относится к классу Полиантовые розы. Используется в качестве декоративного садового растения.
Серия сортов с высокой зимостойкостью (англ. Northern Accents™) созданная в Университете Миннесоты включает три сорта 'Lena', 'Sven' и 'Ole'.
Названия сортов выбраны в честь главных персонажей распространённых в США анекдотов о американцах скандинавского происхождения. Сорт создан в 1997 году, но зарегистрирован только после полевых испытаний и патентования в 2007.
Вся серия по эксклюзивному соглашению с университетом реализуется компанией Bailey Nurseries, Inc.
В 1906 году селекционером Alexander Dickson II была создана чайная роза 'Lena'. Она может упоминаться среди предков современных роз.

## Биологическое описание
Диплоид.
Куст округлой или подушкообразной формы. Высота 60—91 см.
Листья зелёные.
Цветки в кистях, простые, белые с розовым, ароматные, диаметром около 3,8 см.
Лепестков 4—8.
Цветение обильное, повторное (3—4 раза за сезон).
'Lena' напоминает гибрид мускусной розы 'Ballerina', но компактнее и устойчивее к болезням.

## В культуре
Зоны морозостойкости (USDA-зоны): от 3b (при наличии снежного покрова) до более тёплых.
Могут выращиваться, как в открытом грунте, так и в контейнерах. Образуют удачные композиции с некрупными сортами лапчаток, спирей и вейгел.

## Болезни и вредители
Устойчивость к чёрной пятнистости высокая.